# Megaerops wetmorei
Megaerops wetmorei é uma espécie de morcego da família Pteropodidae. Pode ser encontrada na Malásia, Indonésia e  Filipinas.